# Incilius chompipe
Incilius chompipe es una especie de anfibios de la familia Bufonidae, endémica de Costa Rica.
Su hábitat natural son los montanos secos.